# Negrara trentina
La negrara trentina est un cépage italien de raisins noirs.

## Origine et répartition géographique
Le cépage est d'origine inconnue mais il est diffusé en Italie du nord.
Elle est classée cépage secondaire en DOC Valpolicella. Notamment cultivée autour du lac de Garde, elle est classée recommandé dans la province de Mantoue en Lombardie et autorisé dans les provinces  Vérone, Trente et Vicence en Vénétie et Trentin-Haut-Adige. En 1998, elle couvrait 520 ha.

## Caractères ampélographiques
- Extrémité du jeune rameau cotonneux, blanc à liseré carminé
- Jeunes feuilles duveteuses, jaunâtre à plages bronzées.
- Feuilles adultes, à 5 lobes (rarement 7 - 9 lobes) avec des sinus supérieurs en lyre fermée, un sinus pétiolaire en U ouvert, des dents anguleuses, très étroites, un limbe pratiquement glabre.

## Aptitudes culturales
La maturité est de troisième époque tardive: 35  jours après le chasselas.

## Potentiel technologique
Les grappes et les baies sont de taille grande. La grappe est tronconique, ailée et assez compacte. Le cépage est très vigoureux. La negrara trentina est bien adaptée à la culture en pergola donnant ainsi une production abondante et constante.  
Les vins sont d'un rouge rubis moyennement intense. Ils sont légèrement tannique mais il leur manque la finesse et le corps. Le vin de negrara trentina sert souvent à colorer celui de la schiava.

## Synonymes
La negrara trentina est connue sous les noms de doleana, doveana, edelschwarze, keltertraube, negrara, negrara commune, negrara di Gattinara, negronza, negruzo, salzen, schwarzhottler, terodola, tirodola, zottelwälsche.